# Sojuz 18
Sojuz 18 byla kosmická loď SSSR z roku 1975, která se svou posádkou absolvovala let na Saljut 4, sovětskou orbitální stanici na oběžné dráze Země. K této stanici to byl druhý povedený let s posádkou a předcházel mu nepovedený start neregistrovaného Sojuzu. Podle katalogu COSPAR dostal tento let Sojuzu 18 označení 1975-044A a byl 54. registrovaným letem kosmické lodě s posádkou. Její volacím znakem byl KAVKAZ.

## Posádka
Dvoučlennou posádku tvořili tito kosmonauti:
- Pjotr Klimuk, 32 let, velitel lodě, druhý kosmický let
- Vitalij Sevasťjanov, 39 let, palubní inženýr, druhý let do vesmíru

## Průběh letu

### Start
Loď odstartovala 24. května 1975 z kosmodromu Bajkonur s pomocí stejnojmenné rakety Sojuz a dostala se na oběžnou dráhu ve výši 193 – 247 km nad Zemí s periodou 88 minut.

### Práce na stanici
Po třech korekcích letové dráhy na 5, 6 a 18 oběhu se podařilo 25. května ruční spojení s orbitální stanicí Saljut 4 a oba kosmonauti do ní přestoupili. Zde plnili připravené úkoly celé dva měsíce, od 25. května do 26. července 1975. Délkou svého letu překonali předchozí sovětský rekord (světový držela posádka orbitální stanice USA Skylabu 4). Stanice v té době kroužila nad Zemí ve výšce 344 – 356 km.
Po počátečních přípravách, kdy bylo nutné aktivovat stanici a všechny přístroje vč.dovezených, byl čtvrtý pracovní den zahájen experimenty OAZIS biologického charakteru se semeny rostlin, regenerací tekutin. Bylo prováděno snímkování řady oblastí SSSR. V dalších dnech následovala astrofyzikální měření různých druhů záření, byl také využíván velký sluneční dalekohled. Dalšími byly experimenty technické, navigační měření, orientace, prověrky termoregulačního systému stanice. Posádka denně pilně cvičila a plnila řadu lékařsko-biologických experimentů. Neplánovaným zpestřením pobytu bylo pozorování několika velkých slunečních erupcí či stříbřitých oblak nad Zemí. Každý sedmý den měla posádka aktivní odpočinek. Počátky pracovních dní se posouvaly postupně se změnami dráhy stanice. Odpadky ze stanice byly v kontejnerech vystřelovány ze stanice volně do vesmíru, při sestupu atmosférou shořely. V rámci sovětsko-amerického projektu ASTP/EPAS Apollo-Sojuz bylo několikrát navázáno radiové spojení. Z paluby bylo provedeno několik televizních vysílání.

### Konec mise
Dne 25. července 1975 byla pomocí motoru stanice upravena její oběžná dráha vyšší (342-350 km) a den poté se od ní Sojuz 18 odpojil. O čtyři hodiny později 26. července kabina s kosmonauty přistála s pomocí brzdících motorů a padákového systému na území Kazachstánu, 56 km severovýchodně od městečka Arkalyk.
Stanice Saljut 4 zůstala na oběžné dráze, později zde byla ještě bezpilotní loď Sojuz 20.
Celá mise trvala 62 dní, tedy 1511 hodin, během nichž bylo vykonáno 993 obletů Země.

## Konstrukce lodě
Udaná startovací hmotnost byla 6570 kg. Loď se obdobně jako ostatní lodě Sojuz skládala ze tří částí, kulovité orbitální sekce, návratové kabiny a sekce přístrojové. Loď byla vybavena spojovacím zařízením.